# Río Viejo
Río Viejo – miasto w Kolumbii, w departamencie Bolívar.